# Rifugio Bled
Il Rifugio Bled  (in sloveno: Blejska koča na Lipanci) è un rifugio situato nel comune di Gorje in Slovenia, a 1.630 m s.l.m..

## Storia
Il rifugio fu inaguurato il 6 giugno 1051 dopo la ristrutturazione di una capanna. Nel 1976 l'associazione alpina di Bled ne acquistò la proprietà. Il 6 agosto 1978 venne inaugurato come rifugio.

## Percorsi
- ½ ora: da Medvedova Konta a Pokljuka (ca. 1420 m) fino a dove si può proseguire con la macchina lungo la strada forestale;
- 2 ore: da Rudne polje a Pokljuka (1347 m);
- 2h e 15 min: dallo Šport Hotel a Pokljuka, passando per Planina Javornik (1292 m);

## Vette
- 1½h: Debela peč (2014 m)
- 1h: Lipanski vrh (1965 m)
- 2½ h: Mali Draški vrh (2132 m)
- 2 h: Viševnik (2050 m)